# Kaffeeriecher
Kaffeeriecher bzw. Kaffeeschnüffler bezeichnete eine Gruppe von etwa 400 Invaliden (kriegsversehrten Soldaten), die ab 1780 auf Veranlassung von Friedrich dem Großen angestellt wurden, um in den preußischen Kommunen durch „Schnüffeln“ festzustellen, wo verbotenerweise Bohnenkaffee geröstet wurde. Die Einfuhr von Kaffee war nach merkantilistischem Vorbild verboten, um Geld im Lande zu halten und die einheimischen Malzkaffeelieferanten und -hersteller zu schützen.
In der Landgrafschaft Hessen-Kassel sollten Zollbeamte das von Landgraf Friedrich II. schon am 18. Januar 1766 erlassenes Kaffeeverbot durchsetzen, was in der Bevölkerung großen Unmut gegen die „Kaffeeriecher“ auslöste.

## Preußen
Nach dem Siebenjährigen Krieg war die Staatskasse leer; deshalb belegte Friedrich II. das Volksgetränk Kaffee von 1781 bis 1787 mit einer hohen Luxussteuer. Da es nur staatlichen Röstereien erlaubt war, den Kaffee zu rösten, verkauften ihn konzessionierte Händler zu überhöhten Preisen. Um nun dem aufblühenden Schmuggel entgegenzutreten, stellte Preußen Kaffeeriecher ein, die die Schmuggler erkennen und von ihnen Strafen kassieren sollten. Die Kaffeeriecher machten in Militäruniform Leibesvisitationen und Hausdurchsuchungen, waren deshalb bei der Bevölkerung verhasst, verdienten aber gut, bei Erfolg gab es Prämien.
Nach dem Tod von Friedrichs II. wurde das staatliche Kaffeemonopol abgeschafft und die Kaffeeriecher waren arbeitslos.

## Hessen
Am 28. Januar 1766 kam es im gesamten Gebiet der Landgrafschaft Hessen-Kassel, aufgrund hoher Einfuhrzölle und Transportkosten des Kaffees aus dem Ausland und dem damit verbundenen wirtschaftlichen Schaden sowie der Warnungen von medizinischen Gelehrten vor der vermeintlichen gesundheitsschädlichen Wirkung von Kaffee, zur sogenannten „Ersten Verordnung gegen das Kaffeetrinken“. Die Kaffeeschnüffler „drangen in die Häuser und in die Stuben, spionierten in Tassen und Töpfen, und manchmal mag ein biederes Kränzchen ein Ende mit Schrecken genommen haben.“